# Nayagarh
Nayagarh är en stad i den indiska delstaten Odisha, och är huvudort för ett distrikt med samma namn. Folkmängden uppgick till 17 030 invånare vid folkräkningen 2011.